# 天龍八部 レジェンド・オブ・デスティニー
『天龍八部 レジェンド・オブ・デスティニー』（てんりゅうはちぶ-、原題：天龍八部）は、2021年の中国のテレビドラマ。全50話。

## 概要
金庸原作の『天龍八部』を映像化した歴史アクションドラマ。

## あらすじ
宋の元祐年間、皇帝・趙煦はいまだ年少で、摂政役の太皇太后・高氏はすでに老いていた。宋の領土を狙う遼の皇帝・耶律洪基は、宋の国力が弱まった隙に両国間の停戦条約を無視し国境に兵を配備して、宋に攻め入る時期をうかがっていた。
遼軍はたびたび宋の民を襲い、殺戮や略奪など非道の限りを尽くした。宋の民は死に、あるいは家を失い流民となり戦火の苦しみを味わった。武林の各門派や江湖の豪傑らは、国や民が蹂躙される惨状に耐えかね義侠心から立ち上がった。勇敢にも遼にあらがい宋を助けるという義挙に出たのである。

## スタッフ
- 原作：金庸
- 総監督：于栄光
- 脚本：袁子弾

## 登場人物・出演者
- 喬峯：トニー・ヤン（中国語版）
- 段誉：バイ・シュー（中国語版）
- 虚竹：チャン・ティエンヤン（中国語版）
- 慕容復：ガオ・タイユー（中国語版）
- 王語嫣（中国語版）：ジャニス・マン
- 阿朱（中国語版）：スー・チン（中国語版）
- 阿紫：ハー・ホンシャン（中国語版）
- 段正淳：チウ・シンジー（中国語版）

## DVD
- 日本版 『天龍八部 レジェンド・オブ・デスティニー』DVD-BOX計5組

発売・販売元：マクザム、2022年8-12月リリース